# Pongszan
Pongszan (hangul: 봉산군, Pongszan-kun, handzsa: 鳳山郡, RR: Pongsan-kun, ’főnix-hegy’) megye Észak-Koreában, Észak-Hvanghe (Hwanghae) tartományban. 995-ben alapították, Pongdzsu (봉주; 鳳州, Pongju) néven. 1413-ban nyerte el mai nevét, ekkor emelték első ízben megyei rangra.

## Földrajza
Északról Jonthan (Yŏnt'an), keletről Szohung (Sŏhŭng), délről Unpha (Ŭnp'a) és Rinszan (Rinsan), nyugatról Szarivon (Sariwŏn) határolja.
Legmagasabb pontja a 657 méter magas Cshonnjobong (천녀봉; 天女峯, Ch'ŏnnyŏbong).

## Közigazgatása
1 községből (up (ŭp)), 18 faluból (ri (ri)) és 1 munkásnegyedből (rodongdzsagu (rodongjagu)) áll:
| - Pongszan-up (봉산읍; 鳳山邑, Pongsan-ŭp) - Szongdzsong-rodongdzsagu (송정로동자구; 松亭勞動者區, Songjŏng-rodongjagu) - Kacshon-ri (가촌리; 佳村里, Kach'on-ri) - Kvandzsong-ri (관정리; 館亭里, Kwanjŏng-ri) - Kujon-ri (구연리; 龜淵里, Kuyŏn-ri) - Kuup-ri (구읍리; 舊邑里, Kuŭp-ri) - Tokcsong-ri (독정리; 獨亭里, Tokchŏng-ri) - Rjudzsong-ri (류정리; 柳亭里, Ryujŏng-ri) - Maszan-ri (마산리; 馬山里, Masan-ri) - Mjoszong-ri (묘송리; 妙松里, Myosong-ri) | - Szamcshon-ri (삼천리; 三川里, Samch'ŏn-ri) - Szongszan-ri (송산리; 松山里, Songsan-ri) - Szugok-ri (수곡리; 水曲里, Sugok-ri) - Obong-ri (오봉리; 五峯里, Obong-ri) - Undzsong-ri (은정리; 恩情里, Ŭnjŏng-ri) - Csithap-ri (지탑리; 智塔里, Chit'ap-ri) - Cshondok-ri (천덕리; 天德里, Ch'ŏndŏk-ri) - Cshonggje-ri (청계리; 淸溪里, Ch'ŏnggye-ri) - Cshongnjong-ri (청룡리; 靑龍里, Ch'ŏngnyong-ri) - Thoszong-ri (토성리; 土城里, T'osŏng-ri) |

## Gazdaság
Pongszan (Pongsan) megye gazdasága élelmiszeriparra, építőanyagiparra és cementgyártásra épül.

## Oktatás
Pongszan (Pongsan) megye egy ipari egyetemnek, egy mezőgazdasági főiskolának, 22 általános és 25 középiskolának ad otthont.

## Egészségügy
A megye számos egészségügyi intézménnyel rendelkezik, köztük 1 megyei, 4 ipari és számos más helyi kórházzal.

## Közlekedés
A megye közutakon a szomszédos helységek felől közelíthető meg. A megye vasúti kapcsolattal rendelkezik, a Phjongbu (P'yŏngbu) vonal része.